# Världsmästerskapet i speedway
Världsmästerskapet i speedway var ett internationellt speedwaymästerskap. Det kördes för första gången 1936, på Wembley Stadium i London, och vanns av Lionel Van Praag från Australien. Fram till och med 1994 korades världsmästaren i en direkt avgörande VM-final, oftast på Wembley Stadium, efter ett antal regionala kvalificeringsomgångar.
Från 1995 ersattes denna tävlingsform av FIM Speedway Grand Prix. Det är en serie på tolv deltävlingar, där den förare som får högsta antalet totala poäng blir världsmästare.

## Vinnare

### Resultat VM
- 1936   1  Lionel Van Praag, Australien[1] – 2  Eric Langton, England  – 3  Bley Wilkinson, Australien
- 1937   1  Jack Milne, USA   2 Wilbor Lamoreaux, USA   3 Cordy Milne, USA
- 1938   1  Bley Wilkinson, Australien   2  Jack Milne, USA   3  Wilbor Lamoreaux, USA
- 1939 - 1948   VM ínställt
- 1949   1  Tommy Price, England   2  Jack Parker, England   3  Louis Lawson, England
- 1950   1  Freddie Williams, England(Wales)   2  Wally Green, England   3  Graham Warren, Australien
- 1951   1  Jack Young, Australien   2  Split Waterman, England   3  Jack Briggs, Australien
- 1952   1  Jack Young, Australien   2  Freddie Williams, England(Wales)  3  Bob Oakley, England
- 1953   1  Freddie Williams, England(Wales)  2  Split Waterman, England   3  Geoff Mardon, Nya Zeeland
- 1954   1  Ronnie Moore, Nya Zeeland   2  Brian Crutcher, England   3  Olle Nygren, Sverige
- 1955   1  Peter Craven, England   2  Ronnie Moore, Nya Zeeland   3  Barry Briggs, Nya Zeeland
- 1956   1  Ove Fundin, Sverige   2  Ronnie Moore, Nya Zeeland   3  Arthur Forrewt, England
- 1957   1  Barry Briggs, Nya Zeeland   2  Ove Fundin, Sverige   3  Peter Craven, England
- 1958   1  Barry Briggs, Nya Zeeland   2  Ove Fundin, Sverige   3  Aub Lawson, Australien
- 1959   1  Ronnie Moore, Nya Zeeland   2  Ove Fundin, Sverige   3  Barry Briggs, Nya Zeeland
- 1960   1  Ove Fundin, Sverige   2  Ronnie Moore, Nya Zeeland   3  Peter Craven, England
- 1961   1  Ove Fundin, Sverige   2  Björn Knutsson, Sverige   3  Göte Nordin, Sverige
- 1962   1  Peter Craven, England   2  Barry Briggs, Nya Zeeland   3  Ove Fundin, Sverige
- 1963   1  Ove Fundin, Sverige   2  Björn Knutsson, Sverige   3  Barry Briggs, Nya Zeeland
- 1964   1  Barry Briggs, Nya Zeeland  2  Igor Plechanov, Sovjetunionen   3  Ove Fundin, Sverige
- 1965   1  Björn Knutsson, Sverige   2  Igor Plechanov, Sovjetunionen   3  Ove Fundin, Sverige
- 1966   1  Barry Briggs, Nya Zeeland   2  Sverre Harrfeldt, Norge   3  Antoni Woryna, Polen
- 1967   1  Ove Fundin, Sverige   2  Bengt Jansson, Sverige   3  Ivan Mauger, Nya Zeeland
- 1968   1  Ivan Mauger, Nya Zeeland   2  Barry Briggs, Nya Zeeland   3  Edvard Janarz, Polen
- 1969   1  Ivan Mauger, Nya Zeeland   2  Barry Briggs, Nya Zeeland   3  Sören Sjösten, Sverige
- 1970   1  Ivan Mauger, Nya Zeeland   2  Pawel Walosek, Polen   3  Antoni Woryna, Polen
- 1971   1  Ole Olsen, Danmark   2  Ivan Mauger, Nya Zeeland   3  Bengt Jansson, Sverige
- 1972   1  Ivan Mauger, Nya Zeeland   2  Bernt Persson, Sverige   3  Ole Olsen, Danmark
- 1973   1  Jerzy Sczakiel, Polen   2  Ivan Mauger, Nya Zeeland   3  Zenon Plech, Polen
- 1974   1  Anders Michanek, Sverige   2  Ivan Mauger, Nya Zeeland   3  Sören Sjösten, Sverige
- 1975   1  Ole Olsen, Danmark   2  Anders Michanek, Sverige   3  John Louis, England
- 1976   1  Peter Collins, England   2  Malcolm Simmons, England   3  Phil Crump, Australien
- 1977   1  Ivan Mauger, Nya Zeeland   2  Peter Collins, England   3  Ole Olsen, Danmark
- 1978   1  Ole Olsen, Danmark   2  Gordon Kennett, England   3  Scott Autrey, USA
- 1979   1  Ivan Mauger, Nya Zeeland   2  Zenon Plech, Polen   3  Michael Lee, England
- 1980   1  Michael Lee, England   2  Dave Jessup, England   3  Billy Sanders, USA
- 1981   1  Bruce Penhall, USA   2  Ole Olsen, Danmark   3  Tommy Knudsen, Danmark

- 1982 – Bruce Penhall, USA[1]

- 1983 – Egon Müller, Västtyskland
- 1984 – Erik Gundersen, Danmark
- 1985 – Erik Gundersen, Danmark
- 1986 – Hans Nielsen, Danmark
- 1987 – Hans Nielsen, Danmark
- 1988 – Erik Gundersen, Danmark
- 1989 – Hans Nielsen, Danmark
- 1990 – Per Jonsson, Sverige
- 1991 – Jan O. Pedersen, Danmark
- 1992 – Gary Havelock, Storbritannien
- 1993 – Sam Ermolenko, USA
- 1994 - Tony Rickardsson, Sverige